# Onthophagus unifasciatus
Onthophagus unifasciatus är en skalbaggsart som beskrevs av Johann Gottlieb Schaller 1783. Onthophagus unifasciatus ingår i släktet Onthophagus och familjen bladhorningar. Inga underarter finns listade i Catalogue of Life.